# З Україною в серці
З Україною в серці (фр. L'Ukraine au cœur) — французький документальний фільм, присвячений війні в Україні, знятий режисерами Бернаром-Анрі Леві та Марком Русселем.
Фільм знятий влітку 2023 року і є продовженням двох попередніх документальних фільмів, також знятих Бернаром-Анрі Леві: «Pourquoi l'Ukraine» («Чому Україна») розповідає про перші місяці російського вторгнення у березні та квітні 2022 року; «Slava Ukraini» («Слава Україні») знятий у другій половині 2022 року, під час контрнаступу української армії проти росіян.
Прем'єра фільму «З Україною в серці» відбулася 14 листопада 2023 року на телеканалі France 2.
У США фільм буде показаний під назвою «Glory to the heroes» («Героям Слава»).

## Сюжет
З червня по вересень 2023 року Бернар-Анрі Леві та його команда знімають фільм про опір українського народу російській армії, що має форму військового щоденника і є продовженням двох попередніх стрічкок, знятих у такий самий спосіб.
"З Україною в серці" є свідченням, сповненим глибокої солідарності до мужності українських солдатів і цивільних в умовах важких випробувань як на лінії фронту, так і в тилу повсякденного життя міст, що зазнали варварських російських бомбардувань.
Дія фільму відбувається в окопах Херсона, Олевська і, насамперед, Бахмута, у безпосередній близькості до лінії зіткнення з російською армією. Перед глядачем постають атаки з дронів, кулемети і снаряди.
"З Україною в серці" також розкриває участь міжнародних бійців на українському фронті: зокрема ізраїльтян, британців і французів, які боронять демократію від варварства і бачать цю війну своєю власною.

## Технічні дані
- Назва: L'Ukraine au cœur (З Україною в серці)
- Режисери: Бернар-Анрі Леві та Марк Руссель
- Сценарій: Бернар-Анрі Леві
- Монтаж: Сара Руссель
- Оригінальна музика: Святослав Вакарчук
- Виробництво: Емілі Гамільтон та La Règle du Jeu
- Країна-виробник: Франція
- Жанр: документальний
- Хронометраж: 90 хвилин
- Перший показ: France 2, 14 листопада 2023 року

## Реакція

### Реакція на фільм у Франції
«У документальному фільмі З Україною в серці, показаному на France 2, філософ прославляє мужність народу на передовій лінії фронту проти Владіміра Путіна», як зазначає Даніель Жорже в Paris Match і додає: «Мужність — це боєприпас, якого українцям точно не бракує».
«BHL передає надзвичайно інтенсивні образи, які описують війну на виснаження, в якій не вистачає боєприпасів, і людей теж, але в якій рішучість українського народу залишається непохитною», - зазначають Шарль Хаке та Ерік Шоль у L'Express.
«Філософ також прагне показати героїзм громадян, які слідуючи власним ідеалам стали бійцями. "Я висвітлюю цю війну з перших тижнів, і що мене вражає, так це непохитний бойовий дух українців, який викликає повагу, - наполягає він. З одного боку, армія, яка не знає, за що вона бореться, а з іншого - армія, сповнена цінностей, вищих за неї саму"», — розповідає Ізабель Мален для Franceinfo.
«Бернар-Анрі Леві випускає свій третій фільм про Україну, зворушливий щоденник з фронту, який є справжнім гімном нації громадян-воїнів, згуртованих для опору російському загарбнику", — зазначає Лора Мандевіль у Le Figaro.
«Філософ продовжує свою колекцію образів і свідчень, які змушують сучасників зрозуміти і, перш за все, побачити те, що відбувається в Херсоні, Маріуполі, Донецьку і Харкові: найжахливіший конфлікт на європейському континенті з 1945 року», —  Себастьян Лапак в Le Point.
«Документальним фільмом З Україною в серці Бернар-Анрі Леві продовжує  свою справу», — зазначає Александра Шварцброд у Libération, додаючи: «Цей фільм точно побачать всі, хто повинен його побачити, враховуючи зусилля BHL, він має надзвичайну важливість, показуючи руйнування, які ця війна продовжує чинити на порозі Європи, в той час як новини з 7 жовтня переключилися на іншу війну, між Ізраїлем та Хамасом».
«Українська трагедія у фільмі звертається у форматі SOS до серця та розуму. Проти забуття», — за словами Флоранс Треде в Elle.
«Найкращий спосіб протистояти - не забувати про Україну, передову лінію демократії, що підкреслює важливість фільму Бернара-Анрі Леві. Як завжди, заздрісники та сліпі будуть насміхатися з нього, навіть не бачивши його. Не слухайте їх. Цей ґрунтовний, надзвичайно успішний документальний фільм розкриває екзистенційну драму цього конфлікту, а також його людяність краще, ніж репортажі, що швидко забуваються», зазначає Кароліна Фурест у Franc-Tireur.
«Бернар-Анрі Леві розділив з українськими громадянами-воїнами їхнє звичне пекло», — зазначає Луї-Давид Тексьє у "Переселенці". «Винятковий урок мужності та свободи від цілого народу, гідного і зразкового"».
Для Сари Даніель з L'Obs цей фільм є свідченням про непохитну підтримку українців «від немолодого чоловіка, який щоразу впритул наближається до лінії фронту, зустрічається з підрозділами артилеристів або операторів безпілотників, так, ніби BHL змушує себе дивитись в обличчя смерті, віддаючи данину мужності цих борців за свободу».
«Нарешті, філософ не приховує своєї симпатії до іноземних добровольців, "цих вільних душ", які приїхали воювати на східні кордони Європи. Серед них двоє ізраїльтян, резервістів ЦАХАЛу. Інша війна, спричинена атакою ХАМАС 7 жовтня, відтоді покликала їх назад до своєї країни», - пише Крістель Бріґо для Le Parisien.

### Реакція на фільм у США
Після показу в прайм-тайм на France 2 документальний фільм вийде на великий екран у Сполучених Штатах із дистриб'ютором Cohen Media Group 6 грудня 2023 року. Допрем'єрний показ відбудеться у штаб-квартирі Організації Об'єднаних Націй у Нью-Йорку.
У Сполучених Штатах фільм змінює свою назву на "Glory to the Heroes" ("Героям слава"). Фільм вийде на екрани 8 грудня в Нью-Йорку, через два дні відбудеться прем'єра в Лос-Анджелесі, 11 грудня в Чикаго, Філадельфії і Сіетлі, перед показом у Вашингтоні 12 грудня. Леві буде присутнім на показах фільму в Нью-Йорку, Лос-Анджелесі та Вашингтоні.